# 公平村
公平村（こうへいむら）は、千葉県山武郡（山辺郡）にかつて存在した村である。
現在の東金市の北部にあたる（一部地域は山武市に属する）。東金市立公平小学校などにその名をとどめる。

## 沿革
- 1889年（明治22年）4月1日 - 町村制施行に伴い、道庭村、家之子村、求名村、松之郷村、姫島村が合併して山辺郡公平村が発足。
- 1897年（明治30年）4月1日 - 山辺郡、武射郡が統合されて山武郡となる。
- 1913年（大正2年） - 東金電気により電灯がつく
- 1953年（昭和28年）4月1日 - 一部の地域（姫島）が成東町に編入。残部が東金町、丘山村、正気村、豊成村、大和村の一部と合併し、改めて東金町を新設。同日公平村廃止。

## 経済
農業
『大日本篤農家名鑑』によれば公平村の篤農家は、「石井鶴吉、石井貫一、猪野孫次郎、布留川喜三郎、遠山三平、久保田専蔵、石井傳十郎」などがいた。農業を営む人物は「石橋彌」がいた。

## 出身人物
- 石橋彌（農業[2]、千葉県会議員[3]、県参事会員[4]） - 1898年生まれ[3]。公平村道庭出身[3]。代々名主を勤めた石橋家の長男[3]。千葉県立成東中学校出身[3]。1920年、早稲田大学大学部法学科英法科を卒業[3]。日本革新党総務委員[3]、皇国農民自治連盟会長などを務めた[3]。石橋一弥の父[3]。
- 石橋一弥（自民党衆議院議員） - 石橋彌の長男[3]。東金市長、海部内閣の文部大臣などを務めた。